# ۱۰۷۱ (میلادی)
۱۰۷۱ (میلادی) هزار و هفتاد و یکمین سال تقویم میلادی است.

## رویدادها

### اوت
- ۲۶ اوت - نبرد ملازگرد[۱] یکی از تأثیرگذارترین نبردهای تاریخ جهان، میان امپراتوری سلجوقی به فرماندهی آلپ ارسلان، و امپراتوری بیزانس به فرماندهی رومانوس دیوژن روی داد. ترکان سلجوقی در این نبرد یکی از بزرگترین پیروزی‌های عالم اسلام بر مسیحیت را کسب کردند. این نبرد به دلیل اهمیتش توسط مورخان به جنگ خندق دوم دنیای اسلام معروف شد.